# Yahiya Doumbia
Yahiya Doumbia (ur. 25 sierpnia 1963 w Bamako) – senegalski tenisista, reprezentant w Pucharze Davisa.

## Kariera tenisowa
Praworęczny zawodnik z Senegalu, jeden z nielicznych przedstawicieli czarnej Afryki w szerokiej czołówce światowej, jest posiadaczem unikalnego rekordu w historii tenisa. Jako jedyny zawodnik dwukrotnie wygrywał turnieje w głównym cyklu rozgrywkowym, przechodząc wcześniej eliminacje. Poza tymi wygranymi był niemal niewidoczny na światowych kortach. Oficjalna kariera zawodowa Senegalczyka przypadła na lata 1986–1999.
W 1988 wygrał turniej Grand Prix w Lyonie, pokonując w finale Amerykanina Todda Nelsona 6:4, 3:6, 6:3. Zajmował przed tym turniejem 453. miejsce w rankingu ATP World Tour; stał się tym samym najniżej notowanym zwycięzcą turnieju tej rangi w historii – wynik ten poprawił dziesięć lat później Australijczyk Lleyton Hewitt, w chwili triumfu w Adelajdzie w styczniu 1998 nr 550 ATP. W sezonie 1988 Doumbia zaliczył jeszcze kilka wartościowych rezultatów, był m.in. w 1/8 finału turnieju w Stratton Mountain (pokonał znanego Izraelczyka Amosa Mansdorfa), ćwierćfinale w Indianapolis (pokonał Jaya Bergera i Petera Lundgrena, przegrał z Borisem Beckerem) oraz półfinale w Livingston. Dzięki tym wynikom awansował na pozycję nr 74. w rankingu światowym (we wrześniu 1988).
Nie był to jednak awans na stałe do czołowej setki rankingu. Wkrótce Doumbia wypadł z tego grona i powrócił do gromadzenia punktu w turniejach niższej rangi (challengerach). Starty w turniejach ATP World Tour kończył zazwyczaj na eliminacjach. Niespodziewanie jesienią 1995 ponownie przebrnął eliminacje, tym razem w Bordeaux, a w turnieju głównym nie stracił seta, pokonując kilku znanych graczy z czołowej setki – Davida Prinosila, Guillaume Raouxa, Lionela Rouxa, w finale Szwajcara Jakoba Hlaska (6:4, 6:4). Do turnieju w Bordeaux Senegalczyk przystępował jako 282. zawodnik świata.
Doumbia startował jeszcze do 1999, zazwyczaj w challengerach, potem także turniejach "futures" na terenie Francji. Ostatni występ zawodowy zaliczył w turnieju "futures" w Saint-Brieuc w 1999, przegrywając w I rundzie w trzech setach z Polakiem Bartłomiejem Dąbrowskim. W ciągu kariery zarobił na kortach niespełna trzysta tysięcy dolarów. Jako deblista najwyżej w rankingu światowym figurował w lipcu 1987 – na 187. miejscu.
Na osobną uwagę zasługują występy Senegalczyka w reprezentacji w Pucharze Davisa. Doumbia jest rekordzistą Senegalu pod względem liczby zwycięstw singlowych (30), deblowych (14) i zwycięstw ogółem (44). Razem z Thierno Ly tworzył najskuteczniejszą parę deblową w historii reprezentacji senegalskiej. Bilans jego meczów w latach 1984-1999 wynosi 44 zwycięstwa i 19 porażek. Należy zauważyć, że jego przeciwnikami w Pucharze Davisa nie byli reprezentanci zbyt silnych tenisowo państw (zazwyczaj z II grupy strefy euro-afrykańskiej). Doumbia pokonał m.in. w singlu znanych Holendrów Nijssena i Oostinga (1988), co jednak nie wystarczyło do zwycięstwa reprezentacji Senegalu, a w 1998, już jako 35-latek, zdobył trzy punkty w meczu z Polską – pokonał Dąbrowskiego i Stasiaka oraz tych samych zawodników w deblu (z Thierno Ly). Wszystkie te mecze trwały pięć setów.

### Finały w turniejach ATP World Tour
| Nazwa                                                    |
| -------------------------------------------------------- |
| Wielki Szlem                                             |
| Igrzyska olimpijskie                                     |
| ATP World Tour World Championships / Tennis Masters Cup  |
| ATP Super 9 / ATP Masters Series                         |
| ATP Championships Series / ATP International Series Gold |
| ATP World Series / ATP International Series              |

#### Gra pojedyncza (2–0)
| Końcowy wynik | Nr | Data             | Turniej  | Nawierzchnia    | Przeciwnik   | Wynik finału  |
| ------------- | -- | ---------------- | -------- | --------------- | ------------ | ------------- |
| Zwycięzca     | 1. | 14 lutego 1988   | Lyon     | Dywanowa (hala) | Todd Nelson  | 6:4, 3:6, 6:3 |
| Zwycięzca     | 2. | 17 września 1995 | Bordeaux | Twarda          | Jakob Hlasek | 6:4, 6:4      |